# 克林·希尔
克林·希尔（英語：Clem Hill，1877年3月18日—1945年9月5日）是一位澳大利亚的板球手。1896年至1912年间，他以击球手的身份参与了49场板球對抗賽。他在十场Test比赛中担任 澳大利亞國家板球隊的队长，带领队伍赢得了五场比赛，但输掉了另外五场。此外，希尔还是一位杰出的替跑员，曾在十场Test板球比赛中创下了3,412跑的记录。这一纪录直到他退休前都没有人能打破。